# AS Petrarca Calcio
Associazione Sportiva Petrarca Calcio, zkráceně jen Petrarca byl italský fotbalový klub, sídlící ve městě Padova z regionu Benátsko.
Klub byl založen v listopadu 1910 jezuitským otcem Roiem a veronským studentem Alfonsem Rigettim. Dne 16. ledna 1912 se klub stal členem FIGC a mohlo tak hrát turnaj. Stal se šampionem Benátska a tak byl připojen do nejvyšší ligy pro sezonu 1913/14. V nejvyšší ligu hrál do sezony 1922/23. Poté se tři roky hrál 2. ligu a od sezony 1926/27 byl ve 3. lize. Poté se již nikdy neprobojoval do profesionálních lig. 
Po sezoně 2015/16 byl klub po 106 letech existence ukončena fotbalová činnost.